# Pala Hodegart
Der Palazzo del ghiaccio di Asiago, allgemein als Pala Hodegart (Garten von Hode) bezeichnet (weit verbreitet ist auch die falsch in das Italienische übernommene Bezeichnung PalaOdegar) ist eine Eissporthalle im italienischen Gemeinde Asiago. Sie ist seit ihrer Eröffnung die Heimspielstätte des Erstligisten Asiago Hockey, einer Eishockeymannschaft.

## Geschichte

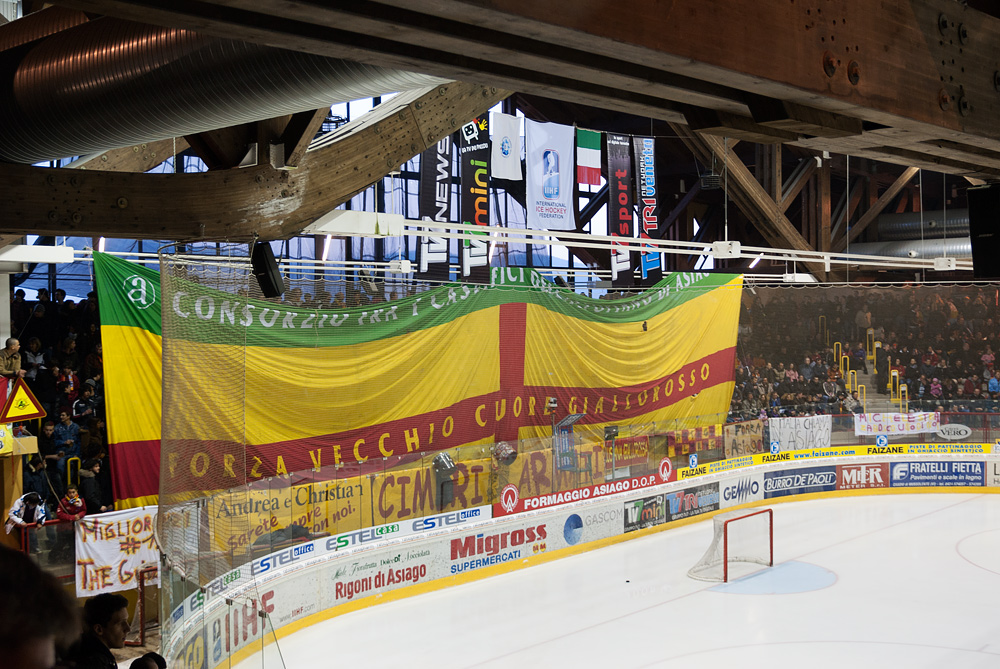
Fankurve von Asiago Hockey

Die Eisbahn wurde im Jahr 1977 erbaut, 1986 überdacht und seither mehrfach umgebaut. Dabei vergrößerte sich die Kapazität – während des Umbaus 1992 – auf den heutigen Wert. 1998 wurde die Halle komplett geschlossen, 2003 neue Banden und eine Klimaanlage eingebaut. 2012 wurde das Dach des Gebäudes mit ca. 1750 Sonnenkollektoren ausgestattet.
Der Pala Hodegart bietet heute insgesamt 3000 Zuschauern Platz, wovon 2200 Sitzplätze zur Verfügung stehen.

## Nutzung
Das Gebäude beinhaltet neben der Eishalle weitere Räumlichkeiten wie Büros, Konferenzräume und eine V.I.P.-Lounge, die durch den ansässigen Verein genutzt werden. 
Neben den Heimspielen von Asiago Hockey wird die Eishalle regelmäßig für internationale Turniere, vor allem beim IIHF Continental Cup und im Juniorenbereich, genutzt. Dazu gehören:
- IIHF Continental Cup 2001/02
- IIHF Continental Cup 2002/03
- Eishockey-Weltmeisterschaft der Frauen 2005, Division II
- Eishockey-Weltmeisterschaft der U18-Junioren 2009, Division I, Gruppe B
- IIHF Continental Cup 2010/11
- Eishockey-Weltmeisterschaft der U18-Frauen 2012, Qualifikation zur Division I
- Eishockey-Weltmeisterschaft der U18-Junioren 2013, Division I, Gruppe A

Neben Eishockey beherbergt das Gebäude regelmäßig Ausstellungen, Eiskunstlauf, Short-Track und Eisschnelllauf. Zu besonderen Anlässen wird die Halle auch für Konzerte oder andere kulturelle Darbietungen verwendet.